# Семік (князь)
Семік або Семіслав (*Semik, д/н  — бл. 810) — князь Карантанії (Хорутанії) у бл.800 — бл. 810 роках.

## Життєпис
Про походження Семіка нічого невідомо. Почав панувати після князя Прибіслава близько 800 року. Після занепаду Аварського каганату зміг розбудовувати країни без загрози нападу кочівників. Водночас вимушений був захищати інтереси Карантанії проти спроб франкських маркграфів Фріулі, Істрії встановити повний контроль над князівством.
Втім перебіг правління Семіка (Семіслава) достеменно невідомий. Також невідомо про рік завершення панування цього князя. Це відбулося між 810 та 815 роками. Новим князем став Стоймир.